# ТрансКлассСервис
ТрансКлассСервис — российская транспортная компания, осуществлявшая регулярные пассажирские перевозки по железным дорогам собственным парком вагонов в дальнем сообщении. Деятельность перевозчика лицензирована Министерством транспорта на всей территории Российской Федерации. 
Полное официальное наименование компании — Акционерное общество «ТрансКлассСервис». Краткое наименование — АО «ТКС». Главный офис компании находился в Москве.

## История
Закрытое акционерное общество «ТрансКлассСервис» образовано 21 сентября 2006 года. В начале своей деятельности компания занималась железнодорожным туризмом. В частности: организацией чартерных железнодорожных рейсов, разработкой индивидуальных маршрутов с формированием состава по желанию заказчика, организацией MICE-мероприятий, а также обслуживанием пассажиров в пути следования.
Совместно с британским туроператором «GW Travel» компания выступила организатором железнодорожных круизов на туристическом ретро-поезде «Золотой орёл» по маршрутам «Транссибирский экспресс» (Москва-Владивосток) и «Великий шелковый путь (Москва-Пекин). Согласно рейтингу Международного общества любителей железнодорожных путешествий поезд „Золотой орел“ входит в число 25 лучших поездов мира.
В данный момент компания „ТрансКлассСервис“ организует туристические и корпоративные пассажирские перевозки совместно с компанией „РЖД Тур“.
2007 год — ЗАО „ТКС“ становится победителем в открытом конкурсе ОАО „РЖД“ и с 2008 года приступает к обслуживанию и предоставлению в пути следования услуг пассажирам пассажирских вагонов, курсирующих во внутреннем сообщении.
2009 год — компания начинает строительство собственных вагонов и разрабатывает собственный комплекс стандартов обслуживания пассажиров в пути следования, а также стандарты внешнего вида проводников и экипировки вагонов. 2 октября 2009 года первый собственный вагон компании „ТрансКлассСервис“ отправился по маршруту Самара-Москва в составе фирменного пассажирского поезда № 9/10 „Жигули“. В декабре 2009 года собственные вагоны ЗАО „ТКС“ включены в состав фирменного поезда № 51/52 „Сура“ сообщением Пенза-Москва-Пенза.
2010 год — собственные вагоны ЗАО „ТКС“ включены в состав фирменных поездов: № 25/26 „Италмас“ (Ижевск-Москва-Ижевск), № 3/4 „Кавказ“ (Кисловодск-Москва-Кисловодск), № 31/32 „Вятка“ (Киров-Москва-Киров), № 25/26 „Воронеж“ (Воронеж-Москва-Воронеж), № 1/2 „Волгоград“ (Волгоград-Москва-Волгоград), № 9/10 Саратов» (Саратов-Москва-Саратов), № 53/54 «Чувашия» (Чебоксары-Москва-Чебоксары).
2011 год — собственные вагоны ЗАО «ТКС» включены в состав фирменных поездов: № 15/16 «Екатеринбург-Москва» (Екатеринбург-Москва-Екатеринбург), № 21/22 «Ульяновск» (Ульяновск-Москва-Ульяновск), 57/58 «Марий-Эл» (Йошкар-Ола-Москва-Йошкар-Ола), № 9/10 «Псков» (Псков-Москва-Псков).
2013 год — собственные вагоны ЗАО «ТКС» включены в состав фирменного поезда № 41/42 «Воркута».
2014 год — собственные вагоны ЗАО «ТКС» включены в состав фирменных поездов: № 1/2 «Татарстан» (Казань-Москва-Казань), № 71/72 «Белогорье» (Белгород-Москва-Белгород), № 17/18 (Саратов-Москва-Саратов), № 41/42 «Мордовия» (Саранск-Москва-Саранск).
2017 год — собственные вагоны АО «ТКС» включены в состав фирменного поезда № 30 «Премиум» (Новороссийск-Москва-Новороссийск)
2018 год — собственные вагоны АО «ТКС» включены в состав фирменного поезда № 59 «Волга» (Санкт-Петербург-Нижний Новгород-Санкт-Петербург)
В декабре 2018 года вагоны АО «ТКС» вышли из состава поездов 015/016, 025/026 «Италмас», 059Е/060У « Тюмень».
2019 год  — собственные вагоны АО «ТКС» включены в состав фирменного поезда № 25/26 «Воронеж» (Москва-Воронеж-Москва)
В декабре 2019 года вагоны АО «ТКС» вышли из состава поездов 52М/52Е Сура,  № 71/72 «Белогорье».
В январе 2021 года компания приняла решение сменить основное направление деятельности и сосредоточиться на железнодорожном туризме: эксплуатации собственного туристического поезда «Золотой орёл» и организации индивидуальных железнодорожных путешествий.

## Структура компании
Центральный офис компании находился в Москве. На территории Российской Федерации функционировала сеть региональных обособленных подразделений в городах: Волгоград, Казань, Киров, Новороссийск, Пенза, Саратов.

## Собственники и руководство
Форма собственности — частная компания, акционерное общество.
Генеральный директор АО «ТКС» — Жуков Илья Сергеевич.

## Деятельность
Основными видами деятельности компании «Транскласссервис» являлись:
- осуществление перевозки пассажиров и багажа железнодорожным транспортом в дальнем сообщении собственным подвижным составом (вагоны класса СВ, купе, плацкарта);
- обслуживание пассажиров и предоставление дополнительных услуг в собственных пассажирских вагонах дальнего следования;
- обслуживание пассажиров и предоставление дополнительных услуг в вагонах туристического поезда «Золотой орёл»;
- техническое обслуживание и ремонт собственного подвижного состава на железнодорожном транспорте.

### Маршрутная сеть
Вагоны АО «ТКС» курсировали в составах поездов на 14-ти направлениях.
| Поезд №                                             | Маршрут курсирования | Класс |
| --------------------------------------------------- | -------------------- | ----- |
| 001Г/002Й                                           |                      |       |
|                                                     |                      |       |
| Казань — Москва — Казань                            | Купе                 |       |
| 001Ж/001И                                           |                      |       |
|                                                     |                      |       |
| Волгоград — Москва — Волгоград                      | СВ / Купе            |       |
| 030Й/030С                                           |                      |       |
|                                                     |                      |       |
| Новороссийск — Москва — Новороссийск                | СВ / Купе            |       |
| 009Ж/009                                            |                      |       |
|                                                     |                      |       |
| Саратов — Москва — Саратов                          | СВ / Купе            |       |
| 017Ж/017М                                           |                      |       |
|                                                     |                      |       |
| Саратов — Москва — Саратов                          | Купе                 |       |
| 021Й/022Й                                           |                      |       |
|                                                     |                      |       |
| Ульяновск — Москва — Ульяновск                      | СВ / Купе            |       |
| 031Г/032Г                                           |                      |       |
|                                                     |                      |       |
| Киров — Москва — Киров                              | СВ / Купе            |       |
| 041М/042В                                           |                      |       |
|                                                     |                      |       |
| Воркута — Москва — Воркута                          | Купе / Плацкарт      |       |
| 041Й/042Й                                           |                      |       |
|                                                     |                      |       |
| Саранск — Москва — Саранск                          | СВ / Купе            |       |
| 053Ж/054Г                                           |                      |       |
|                                                     |                      |       |
| Чебоксары — Москва — Чебоксары                      | Купе                 |       |
| 058Э/058Г                                           |                      |       |
|                                                     |                      |       |
| Йошкар-Ола — Москва — Йошкар-Ола                    | СВ / Купе            |       |
| 025Я/025В                                           |                      |       |
|                                                     |                      |       |
| Воронеж — Москва — Воронеж                          | Купе                 |       |
| 126Ч/126Я                                           |                      |       |
|                                                     |                      |       |
| Череповец — Москва — Череповец                      | Купе                 |       |
| 059А/059Г                                           |                      |       |
|                                                     |                      |       |
| Санкт-Петербург — Нижний Новгород — Санкт-Петербург | Купе                 |       |

### Подвижной состав
Собственный парк компании «ТрансКлассСервис» насчитывал 160 вагонов производства Тверского вагоностроительного завода и Научно-производственного предприятия «Циркон-Сервис». Все вагоны АО «ТКС» сконструированы по индивидуальным проектам.

### Контроль качества обслуживания
В ноябре 2009 года компания «ТрансКлассСервис» прошла сертификацию системы менеджмента качества на соответствие требованиям международного стандарта ISO 9001:2008. Сертификат соответствия подтверждался ежегодно.
На базе отраслевого стандарта ОСТ 32-24-93 в компании создана внутренняя инструкция, регламентирующая работу проводников в части внешнего вида, обслуживания пассажиров и подготовки вагонов в рейс. Контроль качества работы проводников в компании АО «ТКС» осуществляется собственным Отделом контроля.
В 2012 году компания «ТрансКлассСервис» стала дипломантом Премии Правительства Российской Федерации в области качества.
В конце декабря 2018 года, коллектив АО "ТКС" награжден почетным дипломом Министерства транспорта Российской Федерации за достижение высоких производственных результатов в повышении эффективности и качества транспортного обслуживания.  Диплом вручил министр транспорта Е.А. Дитрих. 

### Обучение проводников
С 2009 года все проводники АО «ТКС» проходят базовую подготовку (однократно) и курсы повышения квалификации (1 раз в три года) в учебно-методическом центре «Экспресс» по программам, утвержденным Федеральной пассажирской компанией.
В июле 2010 года с целью осуществления обучения и повышения квалификации линейного и управляющего персонала в компании создан собственный учебный центр АО «ТКС». Повышение квалификации линейного персонала осуществляется в соответствии с программами:
- Культура обслуживания пассажиров;
- Основы конфликтологии;
- Конструкция вагонов и охрана труда при их эксплуатации.

Также учебный центр АО «ТКС» реализует программы повышения квалификации для линейного персонала в формате дистанционного обучения. В январе 2019 года железнодорожный пассажирский перевозчик АО «ТКС» открыл набор на бесплатные курсы по обучению профессии «Проводник пассажирского вагона» для новичков.
В программу курса обучения ТКС входили:
- Методики обслуживания пассажиров в пути;
- Секреты гостеприимства и психологии;
- Программы безопасности и правила подготовки фирменных вагонов в рейс.

АО «ТКС» предоставляла трудоустройство, при успешном окончании курса для всех студентов. ТКС стремилась объективно оценивать профессиональный вклад каждого специалиста и предоставляет справедливые возможности карьерного роста сотрудникам всех категорий. В апреле 2019 года в сети появился видеоролик с участием проводницы АО «ТКС», работающей на маршруте Воркута-Москва-Воркута. Видеозапись, на которой проводник выполнял четкие инструкции по обслуживанию пассажиров в пути, собрала более 10 млн. просмотров. Проводница ТКС получила негласное звание «Самая добрая проводница» и мгновенно завоевала любовь аудитории.

## Бонусная программа
В апреле 2010 года запущена программа поощрения «ТКС-Бонус», позволяющая пассажирам накапливать «баллы» за поездки в вагонах компании «ТрансКлассСервис» и обменивать их на бесплатные премиальные билеты. Бонусные баллы позволяют частично погашать стоимость билетов. 

## Благотворительность
С 2010 года компания оказывает безвозмездную материальную и информационную поддержку Чебоксарской специальной (коррекционной) общеобразовательной школе-интернату для слепых и слабовидящих детей. В сентябре 2019 года, АО «ТКС» и 1087 пассажиров собрали сумму в 500 000 рублей, которую отдали в поддержку Чебоксарской школы-интерната для слепых и слабовидящих детей. Собранные средства направлены на проведение локальных ремонтных работ, в первую очередь, реконструкцию кровли здания. 